# Мигел де ла Мадрид
Мигел де ла Мадрид Хуртадо (шп. Miguel de la Madrid; Колима, Мексико, 12. децембар 1934 — Мексико Сити, 1. април 2012) био је председник Мексика од 1982. до 1988. године.

## Биографија
Дипломирао је на Правном факултету Националног аутономног универзитета у Мексику (УНАМ) у Мексико Ситију 1957, а магистрирао на Харварду 1965. године. Радио је у Народној банци на послеовима спољне трговине и у Мексичкој централној банци, а до 1968. предавао је право на УНАМ-у. Као члан владајуће странке у Мексику, Институционалне револуционарне партије, Мигел де ла Мадрид постао је владин службеник у трезору 1965. године. Од 1970. до 1972. године радио је за Петролеос мехиканос, да би се након тог места вратио у владу, заузимајући низ економско-бирократских дужности све до именовања за министра за планирање и буџет у влади Хосе Лопеза Портиља (1976-1982). Био је главни аутор привредно - развојног плана инспирисаног великим приходима од нових налазишта мексичке нафте.

Као политички конзервативац и пријатељ пословне заједнице, де ла Мадрид је тражио борбу против корупције у влади, у индустрији под окриљем државе и у синдикатима. Наставио је да води спољну политику веће самосталности Мексика. Његову владу обележио је период економске кризе, која је избила још у времене његових претходника. Висока инфлација и раст спољног дуга проузроковао је низ мера штедње, укључујући укидање више од 50.000 државних радних места и замрзавање плата радника.

## Остало
Године 1985. Мигел де ла Мадрид је постао почасни грађанин Београда.